# Твоя спокуслива посмішка
«Твоя спокуслива посмішка» (кит. спр. 微微一笑很倾城, піньїнь: Wēi Wēi Yī Xiào Hěn Qīng Chéng, акад. Вей Вей Ї Сяо Хень Цін Чен, інша назва — «Легка посмішка підкорює світ») — романтично-комедійний китайський серіал, що розповідає історію про дівчину Вейвей та хлопця Сяо Ная, які закохоуються через грання в MMO-грі. Серіал виходив на телеканалах Jiangsu TV і Dragon TV з 22 серпня по 6 вересня 2016. У головних ролях Ян Ян та Чжен Шуан.
У серпні 2021 року цей серіал був офіційно заблокований до показу на території материкового Китаю Китайською Народною Республікою у зв'язку з тим, що акторка Чжен Шуан, яка виконала головну жіночу роль, отримала ярлик «акторки з поганою поведінкою» від регулючих органів за свою причетність до низки скандалів, серед яких є ухилення від сплати податків, де вона була визнана винною.

## Сюжет
Бей Вейвей є студенткою в університеті за спеціальністю комп'ютерні науки, яка відмінно навчається. Вона бажає стати розробником онлайн-ігор. В онлайн-грі «Китайська історія про привидів» вона грає гравцем з ім'ям Лувей Вейвей. Після того, як її кинув її онлайн чоловік Чженьшуй Усян у грі, то з нею зустрічається гравець № 1 у грі, Їсяо Найхе, який пропонує, щоб вони одружилися, щоб вони обидва могли брати участь у внутрішньоігрових змаганнях для одружених пар. Молодята одразу здружилися та пройшли разом багато внутрішньоігрових пригод. Однак, Вейвей не підозрювала, що справжня особистість її внутрішньоігрового чоловіка є старшокурсник, Сяо Най, який є спортсменом і академіком. Після того, як вони зустрілися в реальному світі, то вони закохуються в один одного. Разом, вони долають численні непорозуміння та перешкоди, що стоять у них шляху для побудови свого кохання.

## Акторський склад

### Головні ролі
- Чжен Шуан як Бей Вейвей (贝微微)[2]

Студентка 2 курсу за спеціальністю комп'ютерні науки. Вейвей є життєрадісною, розумною та любить допомагати іншим, крім того вона хоче стати розробником відеоігор. Ім'ям її гравця в грі «Китайська історія про привидів» є Лувей Вейвей, вона є єдиним жіночим гравцем у топ 10 у рейтингу за кількість вбитих гравців. Вейвей привернула увагу Сяо Ная, коли вона грала в онлайн-гру в інтернет-кафе.
- Ян Ян як Сяо Най (肖奈)[2]

Студент 4 курсу за спеціальністю комп'ютерні науки. Він є головою компанії Zhi Yi Technology. Сяо Най є ніжним і добрим, а також він приховує свій хитрий інтелект. Ім'ям його гравця в онлайн-грі є Їсяо Найхе і він є найкращим гравцем у грі «Китайська історія про привидів». У реальному житті, Сяо Най є популярним студентом в кампусі, що має навички у мистецтві, музиці та спорті.

### Другорядні ролі

#### Люди в університеті Цін
- Мао Сяотун як Чжао Ерсі (赵二喜)
- Бай Юй як Цао Ґуан (曹光)
- Ма Чуньжуй як Мен Їжань (孟逸然)
- Цінь Юй як Сяо Лін (晓玲)
- Сунсінь Цзяї як Тянь Сиси (田丝丝)
- Чжоу Ченьцзя як Анна (安娜)
- Чжан Чаожень як Да Чжун (大钟)
- Чень Цзє як Айсян Най'ер (爱香奈儿) / Ай Чанел

#### Люди в Zhi Yi Technology
- Ню Цзюньфен як Юй Баньшань (于半珊) / Юйґун Пашань
- Цуй Хан як Цю Юнхоу (丘永侯) / Хоуцзи Цзю
- Чжен Єчен як Хао Мей (郝眉) / Мо Чжа Та
- Він Чжан як K.O.
- Ху Хаобо як А Шуан (阿爽)

#### Персонажі у грі «Китайська історія про привидів»
- Чжан Хе як Чжень Шаосян / Чженьшуй Усян
- Лю Їнлунь як Юй Яо (雨瑶) / Сяоюй Яояо
- Лу Юньсюань як Лейшень Ніні (雷神妮妮)
- Лю Юйцзінь як Дємен Вейсінь (蝶梦未醒)
- Чжан Шоу як Чжан Тянься (战天下)
- Ян Сюеїнь як Сяоюй Цінцін (小雨青青)
- Сун Юйцін як Сяоюй Фейфей (小雨霏霏)
- Лю Цяньюй як Сяоюй Мяньмянь (小雨绵绵)
- Сяо Сяобай як Юмін Ґуйлао / «Бабуся підземелля»
- Чжан Хаоюй як Тянься Даї

## Оригінальні звукові доріжки

### Повний альбом
| Твоя спокуслива посмішка (Original Television Soundtrack) | Твоя спокуслива посмішка (Original Television Soundtrack) | Твоя спокуслива посмішка (Original Television Soundtrack) | Твоя спокуслива посмішка (Original Television Soundtrack) | Твоя спокуслива посмішка (Original Television Soundtrack) |
| #                                                         | Назва                                                     | Автор музики                                              | Виконавець                                                | Тривалість                                                |
| --------------------------------------------------------- | --------------------------------------------------------- | --------------------------------------------------------- | --------------------------------------------------------- | --------------------------------------------------------- |
| 1.                                                        | «微微一笑很倾城»                                          | Сулун Ван, Лю Яньцзя                                      | Ян Ян                                                     | 3:24                                                      |
| 2.                                                        | «下一秒»                                                  |                                                           | Чжан Бічень                                               | 3:14                                                      |
| 3.                                                        | «一笑倾城 (演黑版)»                                       | Сулун Ван                                                 | Чжан Хе, Бай Юй, Він Чжан, Цуй Хан & Чжен Єчен            | 3:51                                                      |
| 4.                                                        | «一笑倾城»                                                | Сулун Ван                                                 | Сулун Ван                                                 | 3:51                                                      |

### Сингл
| 一笑倾城 (Твоя спокуслива посмішка (Original Television Soundtrack)) | 一笑倾城 (Твоя спокуслива посмішка (Original Television Soundtrack)) | 一笑倾城 (Твоя спокуслива посмішка (Original Television Soundtrack)) | 一笑倾城 (Твоя спокуслива посмішка (Original Television Soundtrack)) | 一笑倾城 (Твоя спокуслива посмішка (Original Television Soundtrack)) |
| #                                                                    | Назва                                                                | Автор музики                                                         | Виконавець                                                           | Тривалість                                                           |
| -------------------------------------------------------------------- | -------------------------------------------------------------------- | -------------------------------------------------------------------- | -------------------------------------------------------------------- | -------------------------------------------------------------------- |
| 1.                                                                   | «一笑倾城 («微微一笑很傾城» 电视剧片头曲)»                           | Сулун Ван                                                            | Сулун Ван                                                            | 3:51                                                                 |

## Рейтинги
Найнижчі рейтинги позначені синім кольором, а найвищі — червоним кольором.
| Серія            | Дата показу      | Рейтинги за CSM52 | Рейтинги за CSM52 | Рейтинги за CSM52 | Рейтинги за CSM52 | Рейтинги за CSM52 | Рейтинги за CSM52 |
| Серія            | Дата показу      | Dragon TV         | Dragon TV         | Dragon TV         | Jiangsu TV        | Jiangsu TV        | Jiangsu TV        |
| Серія            | Дата показу      | Рейтинг           | Частка авдиторії  | Позиція           | Рейтинг           | Частка авдиторії  | Позиція           |
| ---------------- | ---------------- | ----------------- | ----------------- | ----------------- | ----------------- | ----------------- | ----------------- |
| 1-2              | 22 серпня 2016   | 0,745 %           | 2,268 %           | 6                 | 0,717 %           | 2,176 %           | 7                 |
| 3-4              | 23 серпня 2016   | 0,716 %           | 2,152 %           | 10                | 0,730 %           | 2,196 %           | 9                 |
| 5-6              | 24 серпня 2016   | 0,820 %           | 2,418 %           | 8                 | 0,919 %           | 2,709 %           | 6                 |
| 7-8              | 25 серпня 2016   | 0,774 %           | 2,313 %           | 8                 | 0,873 %           | 2,615 %           | 6                 |
| 9-10             | 26 серпня 2016   | 0,863 %           | 2,62 %            | 4                 | 0,935 %           | 2,84 %            | 2                 |
| 11               | 27 серпня 2016   | 0,927 %           | 2,89 %            | 3                 | 1,151 %           | 3,48 %            | 2                 |
| 12-13            | 28 серпня 2016   | 0,845 %           | 2,530 %           | 6                 | 1,042 %           | 3,250 %           | 3                 |
| 14-15            | 29 серпня 2016   | 0,912 %           | 2,696 %           | 7                 | 0,998 %           | 2,955 %           | 5                 |
| 16-17            | 30 серпня 2016   | 1 %               | 2,984 %           | 3                 | 0,971 %           | 2,9 %             | 4                 |
| 18-19            | 31 серпня 2016   | 0,927 %           | 2,81 %            | 4                 | 0,904 %           | 2,73 %            | 5                 |
| 20-21            | 1 вересня 2016   | 0,845 %           | 2,47 %            | 5                 | 0,878 %           | 2,57 %            | 4                 |
| 22-23            | 2 вересня 2016   | 1,105 %           | 3,31 %            | 2                 | 1,065 %           | 3,19 %            | 3                 |
| 24               | 3 вересня 2016   | 1,197 %           | 3,64 %            | 3                 | 1,255 %           | 3,72 %            | 2                 |
| 25-26            | 4 вересня 2016   | 0,992 %           | 2,798 %           | 4                 | 1,221 %           | 3,197 %           | 2                 |
| 27-28            | 5 вересня 2016   | 1,073 %           | 3,241 %           | 2                 | 1,015 %           | 3,068 %           | 3                 |
| 29-30            | 6 вересня 2016   | 0,967 %           | 2,867 %           | 3                 | 0,999 %           | 2,967 %           | 2                 |
| Середнє значення | Середнє значення | 0,919 %           | 2,750 %           | —                 | 0,980 %           | 2,910 %           | —                 |

## Нагороди та номінації
| Рік  | Нагорода                                            | Категорія                        | Отримувач                  | Результат | Примітки |
| ---- | --------------------------------------------------- | -------------------------------- | -------------------------- | --------- | -------- |
| 2017 | 2-га Церемонія Китайських якісних телевізійних драм | Популярний якісний актор         | Ян Ян                      | Перемога  | [ 14 ]   |
| 2017 | 2-га Церемонія Китайських якісних телевізійних драм | Інноваційна тематична драма року | «Твоя спокуслива посмішка» | Перемога  | [ 14 ]   |